# شوجو ناكاتسورو
شوجو ناكاتسورو (باليابانية: 中津留 奨吾) (3 يونيو 1987 في فوكوكا في اليابان – )؛ هو لاعب كرة قدم ياباني سابق كان يلعب كلاعب وسط.

## وصلات خارجية
- شوجو ناكاتسورو على موقع رابطة كرة القدم اليابانية للمحترفين (اليابانية)
- شوجو ناكاتسورو على موقع قاعدة بيانات كرة القدم.إي يو (الإنجليزية)